# لينا ماير
لينا ماير (بالسلوفاكية: Lina Mayer) هي مغنية سلوفاكية، ولدت في 8 مايو 1984 في كوشيتسه في سلوفاكيا.